# All the Roadrunning (brano musicale)
All the Roadrunning è un brano musicale di Mark Knopfler e Emmylou Harris. È stato pubblicato come singolo promozionale, ed ha anticipato l'omonimo album del 2006, essendo inoltre stato precedentemente inserito nella raccolta Private Investigations: The Best of Dire Straits & Mark Knopfler, contenente successi di Knopfler sia da solista che con i Dire Straits. Il singolo raggiunge la posizione #8 nel Regno Unito.